# Grigorij Jakovlevics Szkarjatyin
Grigorij Jakovlevics Szkarjatyin, korabeli történészek írásaiban Skariatin tábornok (oroszul: Григорий Яковлевич Скарятин) (1808. január 13. – Segesvár, 1849. július 31.) orosz katonatiszt, vezérőrnagy, orosz cári szárnysegéd. Az osztrákokat támogató orosz erők tagjaként részt vett a magyarok elleni harcokban az 1848–49-es forradalom és szabadságharc erdélyi hadszínterén. Az 1849. július 31-én vívott segesvári csatában egy ágyúgolyó súlyosan megsebesítette, és még aznap meghalt.

## Élete
Szkarjatyin 1808-ban született, katonai pályafutását a cári testőrgárdaezred hadapródjaként kezdte meg, ahol később századparancsnok és I. Miklós orosz cár szárnysegédje lett. 1848-ban a török határnál állomásozó orosz csapatok Hadbiztosi és Élelmezési Hivatalánál szolgált. 
1848 nyarán részt vett az oroszok Havasalföld és Moldva elleni hadjáratában. 1849. február 3-án Puchner Antal osztrák tábornok küldötteinek hívására (és persze felettese, Lüders parancsára) átkelt a Kárpátokon és 2200 fős különítményével megszállta Nagyszebent. Március 11-én vereséget szenvedett Bem túlerőben levő csapataitól. Mivel a császári hadvezetés Nagyszeben elvesztése után nem vállalta a további harcot, kénytelen volt ő is kivonulni az országból. A visszavonulás rendezett végrehajtásáért vezérőrnaggyá léptetették elő. 1849 júniusában betegsége ellenére csatlakozott az Erdélybe betörő orosz csapatokhoz, majd hamarosan egészségének helyreállta után az V. gyaloghadtest vezérkari főnöke lett. Artur Adamovics Nyepokojcsickij ezredes szerint, aki július 21-én beszélt Szkarjatyinnal, a cári szárnysegéd már akkor megérezte közelgő halálát. Visszaemlékezései szerint július 29-én Szkarjatyin „viszonylag egészséges, de komor volt”, másnap fejfájásra panaszkodott.
Segesvárnál július 31-én eltalálta egy magyar ágyúgolyó, mely összezúzta a tábornok mellkasát. A kozákok gyorsan elszállították a sebesültet a kötözőhelyre, és onnan a városi kórházba, azonban életét nem tudták már megmenteni. Aznap délután meghalt.

## Emlékezete

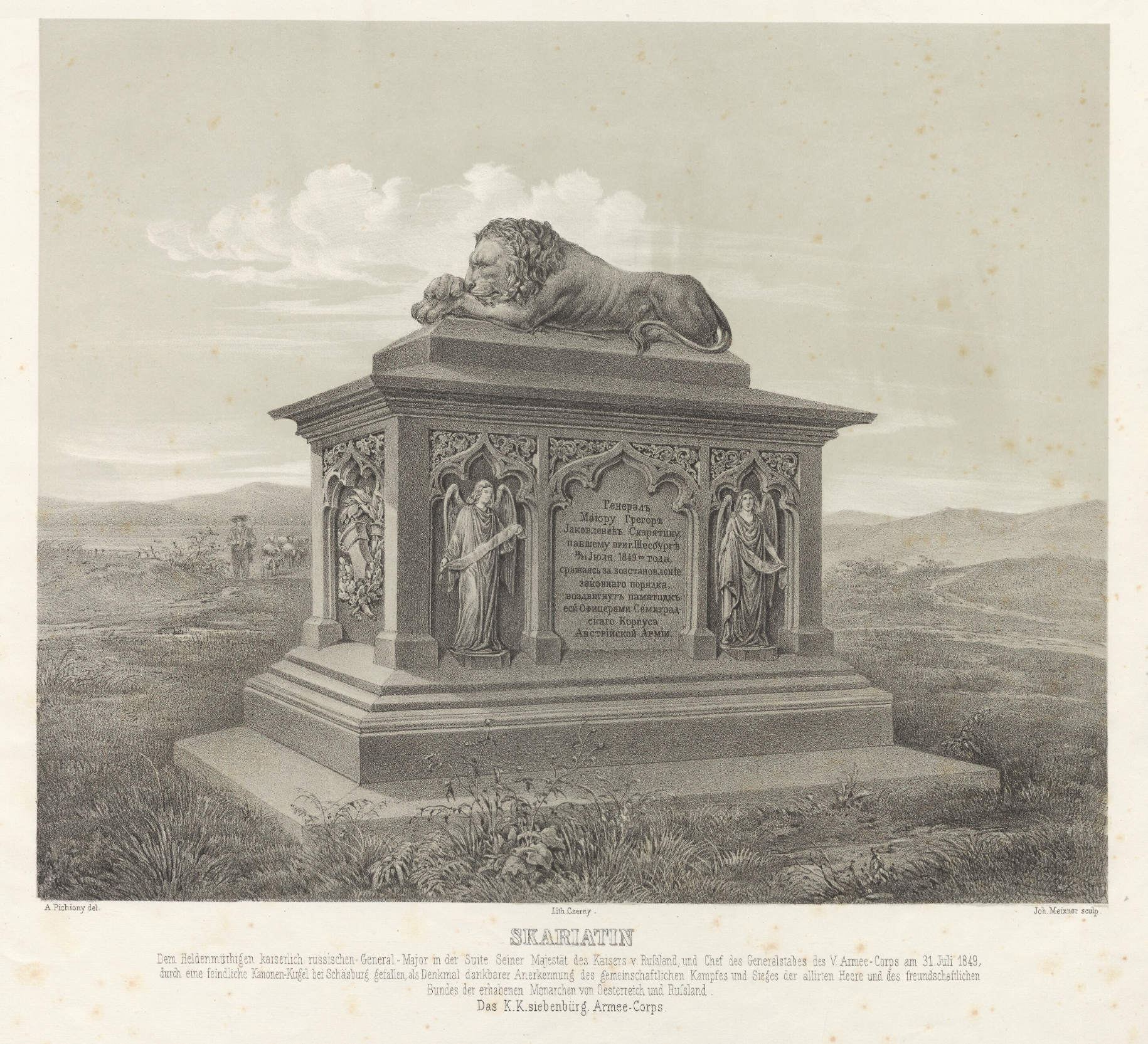
A Grigorij Szkarjatyin emlékére emelt segesvári oroszlánszobor egy korabeli metszeten

- Emlékére az osztrák hatóságok egy oroszlánszobrot állítottak a csata helyén, de a magyar lakosok az idők során a feliratok nagy részét lemeszelték, az oroszlán is megsérült.
- Kiss Benedek „Szkarjatyin tábornok a dombon” című verse